# Jeroni Munyós
Jeroni Munyós   (València, 1520 (Gregorià) - Valladolid, 1591) fou un matemàtic, geògraf, enginyer i lingüista valencià.
Va graduar-se en batxiller en arts a la Universitat de València l'any 1537 i posteriorment, segons el seu mateix testimoni, va complementar la seua formació a diversos indrets d'Europa. Entre els seus professors es poden comptar el flamenc Gemma Frisius de la Universitat de Lovaina i el francès Oronce Finé de la Sorbona.
Va ser professor d'hebreu a la Universitat d'Ancona abans de passar a ocupar càtedra a la Universitat de València, entre 1563 i 1578, on va impartir hebreu i matemàtiques. A partir de 1579 va traslladar-se a la Universitat de Salamanca, probablement atret pel prestigi d'aquesta institució acadèmica castellana i per la millora en el salari, on va ocupar la càtedra de matemàtiques. L'any 1586 va assumir també les classes d'hebreu. Va ser professor a Salamanca fins a la seua mort.
Munyós, en companyia dels seus deixebles, va introduir les teories de Copèrnic a Espanya, però tot i que elogiava els càlculs de l'astrònom polonès, a les seues classes presentava la teoria heliocèntrica copernicana per a tot seguit refutar-la amb arguments principalment astronòmics.
Arran de l'aparició d'una supernova l'any 1572, que també va ser observada per Tycho Brahe, Felip II li va encarregar un estudi per explicar el fenomen. Arran d'aquest encàrrec, l'any 1573 va publicar a València el seu text Libro del nuevo cometa y del lugar donde se hazen. En aquesta obra, en preguntar-se on es formen els cometes, discuteix l'opinió d'Aristòtil sobre la incorruptibilitat dels cels, i, tot seguint l'opinió d'Anaxàgores i Demòcrit defensa que els cometes es formen al cel, el que dona a entendre que el cel és de la mateixa natura que la regió sublunar dels elements, i que per tant és corruptible. Aquesta opinió era gosada i en els ambients acadèmics va ser considerada una intrusió dels astrònoms en la cosmologia. Això no obstant, les observacions de Munyós eren correctes respecte a la posició, i va determinar que la distància era prou gran com per assegurar que es tractava d'un fenomen celeste. El mateix Tycho Brahe va utilitzar les dades de Munyós, elogiant-ne la precisió. També van ser utilitzades per diferents autors del segle xvii, incloent-hi Galileu.
Els seus treballs, no publicats a excepció del llibre esmentat adés, resten dispersos per diverses biblioteques europees. En opinió de M. Perucho no va publicar més en considerar que no se li agraïa la seva feina, sinó que, al contrari, havia estat injuriat pels membres de la cort del rei arran del seu estudi sobre el "nou cometa". A més Munyós considerava que no era oportú publicar llibres de Matemàtiques, perquè «no és Espanya observadora d'astres, ni es col·labora amb les matemàtiques, sinó només amb les arts mercantils. És imprudent, encara més, de pròdigs, voler editar res de matemàtiques, ja que les despeses d'impressió són enormes, i els llibres no es venen...».
L'any 1991 l'historiador Víctor Navarro va presentar noves troballes d'obres manuscrites de Munyós, alguns autògrafs i altres còpies. Entre aquestes cal esmentar uns comentaris a la Història Natural de Plini; comentaris als quatre primers llibres dels Elements d'Euclides, segons la versió de Theó, i els comentaris de Procle al llibre primer; un breu tractat de trigonometria plana; un tractat sobre el planisferi de Rojas-Gemma Frisius i les seues aplicacions; comentarias a l'Òptica d'Euclides; un tractat de cosmografia i una traducció llatina dels comentaris de Theó a l'Almagest de Ptolemeu. Aquestes obres se sumen a les ja conegudes anteriorment: el Libro del nuevo cometa y del lugar donde se hazen; una còpia d'una carta adreçada a Bartholomaeus Reisacher, pel que sembla feta per Tycho Brahe; un tractat d'astrologia que es conserva a la Biblioteca Nacional de Madrid i un opuscle de caràcter astrològic dedicat al cometa de 1572.
Tant V. Navarro com V.M. Rosselló han aportat dades que enrobusteixen la hipòtesi que Jeroni Munyós va tenir una notable participació en l'elaboració del primer mapa imprès del Regne de València, el Valentiae regni, olim Contestanorum d'Abraham Ortelius (1586), les fonts dels quals romanen desconegudes per manca de proves documentals directes.
Felip II li va encarregar, en companyia del llicenciat Juan de Tejada, l'anivellament dels rius Castril i Guadahardal per dur les aigües a Llorca, Múrcia i Cartagena (1587).